# Gerard de Gueldre
Gerard de Gueldre, mort cap a 1181, va ser comte de Boulogne el 1181. Era fill d'Enric I duc de Gueldre i de Zutphen i d'Agnès d'Arnstein.
Es va casar el 1181 amb Ida de Lorena († 1216), filla de Mateu d'Alsàcia i de Maria de Blois, comtessa de Boulogne, però Gerard va morir el mateix any abans de tenir fills.